# Jorge Bolet
Jorge Bolet (ur. 15 listopada 1914 w Hawanie, zm. 16 października 1990 w Mountain View) – amerykański pianista pochodzenia kubańskiego.

## Życiorys
Debiutował jako pianista w 1924 roku, rok później występował wraz z Orquesta Filarmónica de La Habana. W latach 1925–1936 studiował w Curtis Institute of Music, gdzie jego nauczycielami byli David Saperton, Leopold Godowski i Moriz Rosenthal, a później również Fritz Reiner. Po ukończeniu nauki wyjechał do Wiednia, gdzie współpracował z Emilem von Sauerem. Zwycięzca Naumburg International Piano Competition w 1937 roku. W latach 1939–1942 był asystentem Rudolfa Serkina. Podczas II wojny światowej służył w armii amerykańskiej, stacjonując jako attaché wojskowy na Kubie. Po jej zakończeniu został oddelegowany do Japonii, gdzie poprowadził japońską premierę operetki Arthura Sullivana Mikado. Od 1968 do 1977 roku był wykładowcą Indiana School of Music w Bloomington.
Zdobył sobie sławę jako znakomity wykonawca utworów Ferenca Liszta. W jego repertuarze znajdowały się ponadto dzieła Ludwiga van Beethovena, Fryderyka Chopina i Maxa Regera. Poza USA koncertował w innych krajach Ameryki Północnej i Południowej, w Europie oraz Australii.